# Porothamnium leptopteris
Porothamnium leptopteris är en bladmossart som beskrevs av Fleischer 1908. Porothamnium leptopteris ingår i släktet Porothamnium och familjen Neckeraceae. Inga underarter finns listade i Catalogue of Life.